# Жилой дом Панкратовых
Жилой дом Панкратовых — выявленный памятник градостроительства и архитектуры в историческом центре Нижнего Новгорода. Построен между 1907—1909 годами. Является ярким примером жилого деревянного дома начала XX века, с выразительным резным декором фасада, в котором формы эклектики сочетаются с отдельными элементами рационального модерна.          
Дом имеет важное градостроительное значение, так как вместе с другими зданиями на улицах Короленко, Студёной, Славянской и Новой образует цельный архитектурный ансамбль исторической застройки второй половины XIX — начала XX веков — достопримечательное место «Район улиц Короленко, Славянской, Новой».

## История
Дом расположен на южной окраине исторического центра Нижнего Новгорода. С конца XVIII века по 1824 год на данной территории располагались канатные заводы. В 1839 году новым генеральным планом территория была включена в городскую, что привело к формированию на этом месте нового большого жилого района, планировку которого разработали архитектор И. Е. Ефимов и инженер П. Д. Готман в 1836—1839 годах. В ходе планировки была проложена улица Канатная (с 1928 года — Короленко).
В 1896—1899 годах участок, на котором расположен дом, принадлежал нижегородскому цеховому Михаилу Ивановичу Колыкову. Тогда на нём располагался одноэтажный деревянный дом, флигель и корпуса служб. Не позднее 1907 года участок перешёл к мещанам Якову Яковлевичу и Марии Васильевне Панкратовым. Между 1907 и 1909 годом они перестроили или выстроили заново дом и флигель. Оба здания стали двухэтажными и получили новый декор. В глубине усадьбы был возведён одноэтажный флигель.
Во второй половине XX века все постройки, кроме главного дома, были снесены. В юго-восточной части усадьбы выстроены многоэтажные дома.       
В 2018 году главный архитектор Научно-исследовательского предприятия «Этнос» И. С. Агафонова и юрист М. И. Чуфарина подали заявление о включении дома в единый государственный реестр объектов культурного наследия. Приказом Управления государственной охраны объектов культурного наследия здание было включено в перечень выявленных объектов культурного наследия. В 2020 году новым приказом Управления государственной охраны объектов культурного наследия Нижегородской области дом был признан объектом культурного наследия регионального значения.  

## Архитектура
В плане дом близок к квадрату. Нижний этаж кирпичный, оштукатурен. Верхний этаж рубленый из брёвен в лапу и обшит калёванным тёсом. Вальмовая кровля, с выпускным окном на восточном скате, выполнена из волнистых асбестоцементных листов.
Композиция главного фасада асимметрична. На левом фланге над входом нависает прямоугольный в плане эркер, опирающийся на крупные дугообразные кронштейны и завершённый пологой скатной кровлей. Края фасада отмечены филёнчатыми лопатками, венчает стену антаблемент с профилированным архитавром, украшенным зубчатым подзором, узким фризом с вертикальной тесовой обшивкой и подшивным карнизом значительного выноса, опирающимся на кронштейны-модульоны. Вертикальные и горизонтальные членения обозначены тонкими брусьями, набитыми на фасад и образующими рисунок по типу фахверк. Оконные наличники образованы этими брусьями.
Наличники окон по краям покрыты каннелюрами и завершены миниатюрным карнизом, придающим им сходство с пилястрами. Дополнительным украшением служат небольшие накладки в виде стилизованного четырёхлепесткового цветка в месте пересечения брусьев. Обрамление окон первого этажа включает сандрики с щипцовыми подвышениями, в тимпане которых помещена типичная для модерна композиция из диска и горизонтальных реек, а также фартук с треугольным навесом. Над окнами второго этажа установлены щипцы с веерной накладкой в тимпане, а под проёмами — фартук с гуттами и накладкой геометрического рисунка. Широкие трёхчастные окна оформлены чуть иначе. 
Сохранились две двустворчатые филенчатые двери главного входа с фрамугой над ними. Их нижние филенки имеют необычную форму с геометризированным завитком, напоминающим меандр. В обоих этажах сохранились двустворчатые филенчатые двери, карнизы, розетки под люстру, печи, две деревянные лестницы. В помещениях второго этажа уцелел наборной паркет с рисунком «английская ёлка».           